# Léon Biaudet
Pour les articles homonymes, voir Biaudet.
Léon Jules Biaudet (né le 9 décembre 1882 à Helsinki et mort le 4 février 1968 à Loviisa) est un médecin finlandais.

## Biographie
Léon Biaudet est le fils de Léon Gabriel Biaudet professeur de français à l'Université d'Helsinki et de Marie Louise Gerber (1844–1892). Ses frères les plus connus sont l'historien Henry Biaudet et le médecin Teddy Biaudet.
En 1902, Léon Biaudet entre à l'université et obtient son diplôme de médecin en 1910. Il effectue des voyages d'étude en Suède, au Danemark et en Allemagne,.
En 1910–1912, Léon Biaudet est médecin assistant dans le service de chirurgie de l'Institut des Diaconesses d'Helsinki. En 1912–1914, il est médecin de la ville de Porvoo et de 1914 à 1954 il est médecin-chef à l'hôpital général de Loviisa. En 1950, Léon Biaudet est nommé professeur honoraire.

## Engagement politique
Au début de la Première Guerre mondiale, en 1914-1915, Léon Biaudet est médecin assistant principal à l'hôpital de campagne de Varsovie, établi par des industriels finlandais du côté russe sur le front de l'Est.
En 1917, Léon Biaudet fonde la Garde blanche de Loviisa et est membre de son commandement. Pendant la guerre civile finlandaise, il est le chef d'état-major de la Garde blanche de Loviisa, puis commandant de la compagnie de  Pellinki.
En 1921, alors qu'il était membre du commandement de la Garde blanche de Loviisa, il tient un discours à Loviisa et demande: « Qui va suivre le général Mannerheim et chasser le président qui siège pour son pain, ainsi que le gouvernement composé de personnes à la pêche aux opportunité ?" »
Les militants de la Garde blanche étaient scandalisés que le président Kaarlo Juho Ståhlberg ait nommé comme commandant de la Garde blanche le lieutenant-colonel Lauri Malmberg au lieu du général Gustaf Mannerheim. De grade militaire, Biaudet était major de réserve (1940).